# Rhys ap Thomas

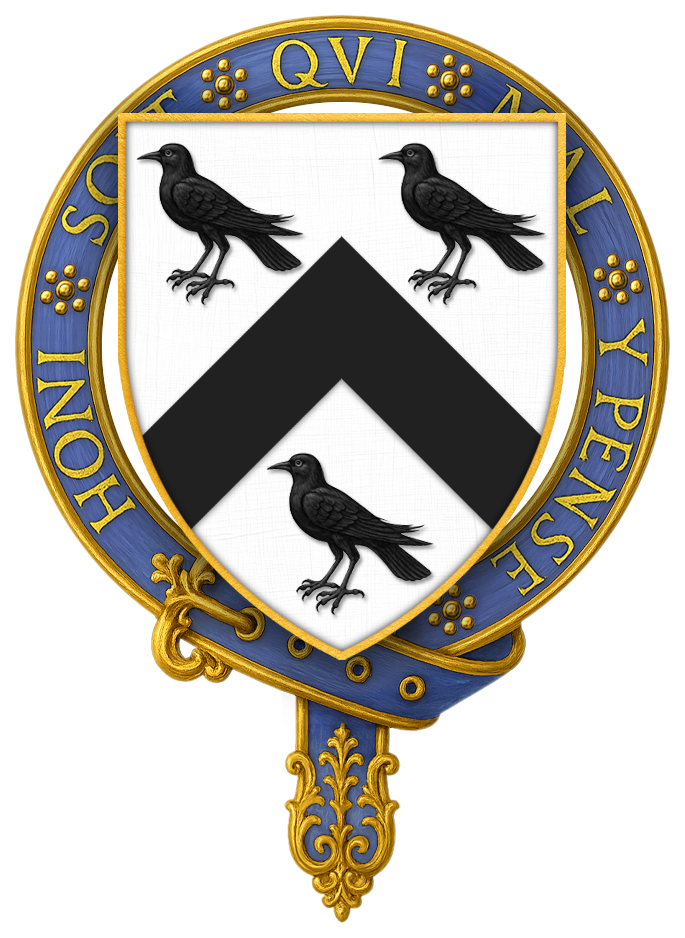
Stemma di Sir Rhys ap Thomas.

Rhys ap Thomas (Llandeilo, 1449 – Carmarthen, 1525) è stato un militare gallese, salito alla ribalta durante la guerra delle due rose. Fu determinante per la vittoria di Enrico Tudor alla battaglia di Bosworth Field. Rimase un fedele sostenitore di Enrico e venne ricompensato con terre e uffici nel Galles meridionale. Alcune fonti sostengono che fu lui stesso ad uccidere re Riccardo III a Bosworth con la sua alabarda.

## Primi anni di vita
Rhys era il più giovane figlio legittimo di Thomas ap Gruffydd ap Nicolas e nacque a Llandeilo, nel Carmarthenshire, nel 1449. Sua madre era Elizabeth, figlia di Sir John Gruffydd di Abermarlais e anch'essa originaria del Carmarthenshire.
Nel 1460, dopo decenni di crescente malcontento tra la nobiltà e scontri armati, i sostenitori di Riccardo Plantageneto, III duca di York misero in discussione il diritto di regnare di re Enrico VI, essendo afflitto da una malattia mentale. La maggior parte dei proprietari terrieri gallesi avevano ottenuto i loro titoli grazie alle donazioni fatte dal padre e dal nonno di Enrico VI per premiare la fedeltà alla corona inglese durante la rivolta di Owain Glyndŵr. Essi quindi generalmente sostennero Enrico, piuttosto che i rivali Yorkisti.
Nel 1461, quando Rhys ap Thomas aveva dodici o tredici anni, un esercito Lancaster arruolato da Jasper Tudor, conte di Pembroke, in Galles si trasferì in Inghilterra ma fu sconfitto nella battaglia di Mortimer's Cross da Edoardo, conte di March, figlio maggiore di Riccardo di York che era stato ucciso poche settimane prima. Il nonno di Rhys, Gruffydd ap Nicolas, morì nella battaglia. Nel giro di poche settimane, Edoardo fu proclamato re e le principali forze Lancasteriane vennero schiacciate nella battaglia di Towton nello Yorkshire.
Alcuni Lancasteriani, tra cui suo padre Thomas, continuarono a resistere in Galles. Thomas e suo fratello Owain difesero il castello di Carreg Cennen vicino a Llandeilo. Furono costretti ad arrendersi nel 1462 dopo un assedio. Gli Yorkisti vittoriosi demolirono la costruzione per evitare che venisse usato nuovamente come una roccaforte dei Lancaster. Le terre degli sconfitti vennero confiscate, e Thomas, con il giovane Rhys, andò in esilio alla corte del duca Filippo III di Borgogna.
Thomas e Rhys rientrarono in Galles nel 1467 e riacquistarono alcune delle loro terre. Questo avvenne durante il breve ritorno al potere di Enrico VI, quando molti ex Lancaster tornarono in possesso delle loro terre. Essi riuscirono a mantenerle anche dopo la successiva vittoria di Edoardo IV nel 1471.
Thomas morì nel 1474. Essendo i due fratelli maggiori già morti fu Rhys ad ereditare le proprietà del padre.

## Regno di Riccardo III
Nel 1483 morì re Edoardo IV. Suo figlio, Edoardo V, era ancora minorenne. Il fratello minore di Edoardo, Riccardo di Gloucester, e Henry Stafford, II duca di Buckingham assunsero il potere per evitare che i parenti impopolari di Elisabetta Woodville, vedova di Edoardo IV, condividessero il potere o addirittura dominassero il governo durante la minore età del giovane re. Tuttavia, Riccardo andò oltre: con il Titulus Regius dichiarò illegittimi i figli di Edoardo e ascese al trono. Il giovane Edoardo V e suo fratello minore Riccardo poco dopo scomparvero, probabilmente furono uccisi. Buckingham si rivoltò contro il nuovo re e guidò una rivolta volta a ripristinare la Casa di Lancaster, nella persona dell'esiliato Enrico Tudor, conte di Richmond. La rivolta fallì. Buckingham stesso radunò un esercito a Brecon, ma tempeste e inondazioni impedirono l'attraversamento del fiume Severn e l'unione con altri ribelli nell'Inghilterra. I suoi soldati affamati quindi disertarono. Egli venne presto tradito e giustiziato. Le stesse tempeste impedirono a Enrico di sbarcare nel West Country.
Rhys aveva rifiutato di sostenere la rivolta di Buckingham. In seguito, quando Riccardo nominò gli ufficiali in sostituzione di quelli che si erano uniti alla rivolta, fece Rhys ap Thomas suo luogotenente principale nel sud ovest del Galles e gli concesse una rendita a vita di 40 sterline. A Rhys fu chiesto di mandare suo figlio Gruffydd alla corte del re a Nottingham come ostaggio, ma si scusò da questo obbligo, sostenendo che niente poteva legarlo al suo dovere più forte della sua coscienza. Si suppone che giurò che nessun rivoltoso avrebbe attraversato le sue terre senza prima passare sopra di lui.
Tuttavia, si presume che abbia portato avanti qualche corrispondenza con Enrico Tudor, che in Francia stava preparando un altro tentativo per rovesciare Riccardo.

## La campagna di Bosworth
Il 1º agosto 1485, Enrico VII salpò da Harfleur, in Francia. Sbarcò a Mill Bay, vicino a Dale, sul lato nord di Milford Haven, vicino alla sua casa natale nel castello di Pembroke, con una forza di esuli inglesi e mercenari francesi. A questo punto, Rhys avrebbe dovuto affrontarlo. Tuttavia, questi si unì all'invasore. Folklore vuole che il vescovo di Saint David's si sia offerto per assolverlo dal suo precedente giuramento di fedeltà a Riccardo. Il vescovo suggerì infatti a Rhys di rispettare alla lettera il suo voto, sdraiandosi e lasciando passare Enrico sopra di lui. Questa procedura poco dignitosa avrebbe potuto indebolire l'autorità di Rhys sui suoi uomini, così invece, Rhys si sarebbe fermato sotto il ponte di Mullock a circa 2 miglia (3,2 km) a nord di Dale mentre Enrico marciava su di esso.
Le forze di Rhys e di Tudor marciarono separatamente attraverso il Galles; Rhys reclutò altri 500 uomini, mentre procedeva. Essi raggiunsero a Welshpool prima di entrare in Inghilterra. Le forze di Rhys furono descritte come abbastanza grandi per "annientare" il resto dell'esercito di Enrico. Il 22 agosto, incontrarono l'esercito di re Riccardo nei pressi di Market Bosworth. Nella battaglia, il sovrano lanciò un attacco guidato da John Howard, I duca di Norfolk. Secondo una ballata contemporanea, gli uomini di Rhys fermarono l'assalto. Alcune fonti riportano che "la linea di Norfolk cominciò a rompersi sotto la pressione degli uomini di Rhys ap Thomas"; il duca venne ucciso da una freccia. Nella speranza di invertire la tendenza e vincere rapidamente la battaglia per uccidere il suo rivale, Riccardo e i suoi cavalieri puntarono direttamente a Enrico. Il re fu però disarcionato e circondato. Il poeta Guto'r Glyn racconta che lo stesso Rhys fu responsabile della morte di Riccardo, che avrebbe ucciso con un colpo di alabarda. Riferendosi al cinghiale, emblema di Riccardo, il poeta scrive che Rhys "uccise il cinghiale, gli rasò la testa" ("baedd y Lladd, eilliodd ei Ben"). Tuttavia, questo può significare solamente che fu uno degli alabardieri gallesi di Rhys a uccidere il re, dal momento che il cronista borgognone Jean Molinet afferma che un gallese di Rhys, probabilmente Wyllyam Gardynyr, diede un colpo mortale con un'alabarda. Guto'r Glyn stesso dice che Rhys era "come le stelle di uno scudo con la lancia in mezzo a loro su un grande destriero" ("A Syr Rys mal Syr aesaw, a'r gwayw'n eu mysg ar gnyw mawr"). Venne nominato cavaliere sul campo di battaglia.

## Vita successiva
Rhys continuò a dimostrare la sua lealtà a Enrico VII sopprimendo una rivolta Yorkista a Brecon nel 1486 e prendendo parte alla campagna contro il pretendente Lambert Simnel nel 1487 e nelle successive campagne contro Perkin Warbeck. Giocò un ruolo nella soppressione dell'insurrezione della Cornovaglia del 1497, catturando il capo dei ribelli James Tuchet, VII barone Audley. Per questo gli fu conferito l'onorificenza di Knight banneret.
Come ricompensa per la sua lealtà verso il re, acquisì molte terre e uffici importanti nel Galles del sud. Fu nominato conestabile e tenente di Breconshire, ciambellano di Carmarthenshire e Cardiganshire, siniscalco e cancelliere di Haverfordwest, Rouse e Builth, giustiziere del Galles del Sud e governatore di tutto il Galles.
Era anche consigliere privato e nel 1505 venne nominato cavaliere dell'Ordine della Giarrettiera. Celebrò quest'ultima nomina con un grande torneo nel castello di Carew nel 1507. Dopo la morte del re, rimase sostenitore di suo figlio Enrico VIII e prese parte alla battaglia di Guinegatte nel 1513.
Rhys si sposò due volte: con Eva, figlia di Henri ap Gwilym di Cwrt Henri, e con Janet, figlia di Thomas Mathew di Radyr, che era vedova di Thomas Stradling di St Donats. Tuttavia ebbe numerose amanti e diversi figli illegittimi. Gruffydd, il suo unico figlio legittimo morì nel 1521. Rhys stesso morì nel priorato di Carmarthen nel 1525. Dopo che Enrico VIII soppresse i monasteri, la tomba di Rhys venne spostata nella chiesa di San Pietro a Carmarthen.
Le proprietà e gli uffici di Rhys sarebbero dovuti essere ereditati dal nipote Rhys, figlio del defunto Gruffydd, tuttavia essi furono incamerati dalla Corona e concessi a Walter Devereux, IX barone Ferrers di Chartley per tutta la vita. Il nipote venne poi fatto decapitare da Enrico VIII nel 1531 per tradimento in quanto aveva combattuto contro Ferrers e provocato disordini civili tra i cittadini di Carmarthen che erano ancora arrabbiati per la sua diseredazione.